# Tumor de Pancoast
Un tumor de Pancoast és un càncer del vèrtex pulmonar, és a dir, un tipus de càncer de pulmó que es defineix principalment per la seva ubicació en l'extrem superior de qualsevol dels dos pulmons.
Quan el tumor creix pot provocar la compressió de la vena braquiocefálica, l'artèria subclàvia, el nervi frènic, el nervi laringi recurrent, el nervi vague, o, típicament, la compressió d'un gangli simpàtic que resulta en una sèrie de símptomes coneguts com a síndrome de Bernard-Horner.
Els tumors de Pancoast porten el nom de Henry Pancoast, radiòleg dels EUA, que els va descriure el 1924 i 1932.

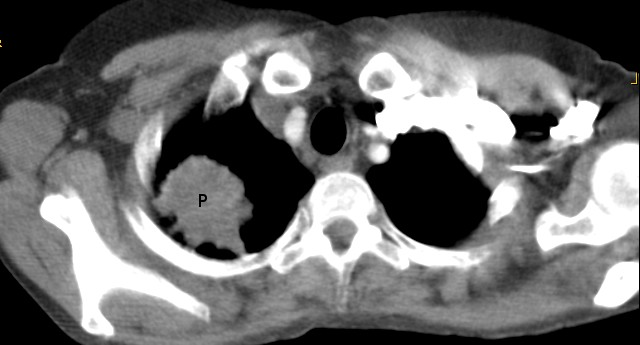
Tumografia computada que mostra un tumor de Pancoast (etiquetat com P, un carcinoma pulmonar de cèl·lules grans, pulmó dret), d'una dona fumadora de 47 anys.